# Botaurus
Botaurus – rodzaj ptaków z podrodziny bąków (Botaurinae) w obrębie rodziny czaplowatych (Ardeidae).

## Zasięg występowania
Rodzaj obejmuje gatunki występujące w Eurazji, Afryce, Ameryce, Australii, Nowej Zelandii i Nowej Kaledonii.

## Morfologia
Długość ciała 28–80 cm, rozpiętość skrzydeł 105–135 cm; masa ciała 46,7–2085 g; samice są mniejsze i lżejsze od samców.

## Systematyka

### Etymologia
- Botaurus: średniowiecznołac. butaurus, bootaurus, butor, butorus i botor „bąk”, od staroang. Botor „bąk”, od starofr. Butor „bąk”, od łac. bos „wół” (por. butire „pohukiwać”); taurus „byk”[7].
- Butor: staroang. Botor „bąk”, od starofr. Butor „bąk”, od łac. bos „wół”[8]. Gatunek typowy: Ardea stellaris Linnaeus, 1758 (T. Forster, 1827); Butor minor Swainson, 1834 (= Ardea lentiginosa Rackett, 1813) (Swainson, 1834).
- Erogas: gr. ερωγας erōgas „czapla”, wątpliwa nazwa wymieniona przez Hezychiusza[9]. Nowa nazwa dla Botaurus Stephens, 1819 ze względu na puryzm.

### Podział systematyczny
Do rodzaju należą następujące gatunki:
- Botaurus involucris (Vieillot, 1823) – bąk smugowany
- Botaurus exilis (J.F. Gmelin, 1789) – bąk mały
- Botaurus stellaris (Linnaeus, 1758) – bąk zwyczajny
- Botaurus poiciloptilus (Wagler, 1827) – bąk australijski
- Botaurus lentiginosus (Rackett, 1813) – bąk amerykański
- Botaurus pinnatus (Wagler, 1829) – bąk pstry